# ジョニー・ローガン
ジョニー・ローガン（Johnny Logan、本名：シャーン・パトリック・マイケル・シェラード（Seán Patrick Michael Sherrard）、1954年5月13日 - ）は、アイルランドの歌手。

## 略歴
オーストラリア・ビクトリア州フランクストン生まれ。父がアイルランドで有名なテノール歌手であり、3歳でアイルランドに引っ越す。その後、ギターを学び、13歳の頃に初めて作曲を手がける。1977年にはミュージカル『アダムとイヴ』にアダム役として出演した。
1980年、オランダ・デン・ハーグで開催された第25回ユーロビジョン・ソング・コンテストにてWhat's Another Yearで優勝。さらに1987年にベルギー・ブリュッセルでの第32回大会でも優勝を果たし、史上唯一の複数のユーロビジョン優勝歌手になった。
また、1984年には「ターミナル3 (Terminal 3)」を、1992年には「ワイ・ミー? (Why Me?)」をリンダ・マーティンに楽曲提供。ほかの国でも評価がよく、「ミスター・ユーロビジョン」とも呼ばれている。
2017年、1980年の優勝後にマネージメント・チームが大失態を犯し、その後、ロンドンで5人の学生とシェアハウスに住まなくてはならないほどの状況に陥り（窓が壊れており、プラスチックの板で雪がはいるのを塞いであった悲惨な状況もともに明かしている）、そこで1987年のユーロビジョンで優勝することになる名曲「Hold Me Now」が誕生したことを明かした。
2017年6月には、カバーなしのオリジナル・アルバムとしては1987年以来30年ぶりとなるアルバム『It Is What It Is』をリリースし、好評を博している。

## ディスコグラフィ

### スタジオ・アルバム
- In London (1979年、Release Records
- What's Another Year/The Johnny Logan Album (1980年、Release Records)
- Straight From The Heart (1985年、Epic Records)
- Hold Me Now (1987年、Epic Records)
- Mention My Name (1989年、Epic Records)
- Endless Emotion (1992年、WEA Records)
- Reach Out (1996年、MSM Music)
- Love is All (1999年、BMG Records)
- Reach for Me (2001年、Epic/Sony)
- Save This Christmas for Me (2001年、Epic/Sony)
- We All Need Love (2003年、Scanbox Entertainment)
- The Irish Connection (2007年、My Way Music) ※Johnny Logan and Friends名義
- 『アイリッシュマン・イン・アメリカ』 - Irishman in America (2008年、My Way Music)
- Nature of Love (2010年、Black Pelican)
- The Irish Connection 2 (2012年、Labrador Music)
- It Is What It Is (2017年、Artists & Acts)